# Z Launcher
Z Launcher是諾基亞開發的Android桌面啟動器，该软件根据用户的习惯，根据一天中的时间预测用户最有可能使用的六个应用程序或Web链接，并将其显示在主屏幕上，且会在必要时进行更改。 用户还可以在主屏幕手写字母来搜索和启动应用程序。
该桌面启动器于2014年6月在诺基亚手机部门出售给微软后不久首次发布，从那时起用户就可在Google Play获取该应用，但该应用在2017年仍处于测试阶段。
2014年11月，诺基亚发布了针对中国市场的N1平板电脑，该平板电脑预装Z Launcher。

## 评价
Z Launcher拥有“最佳Android桌面启动器之一”的好评。 Pocket Lint的评论认为，与其他桌面启动器相比，它“有趣且与众不同”，而BGR将其称为“令人震惊的创新”。

## 外部連結
- （英文）Z Launcher全球
- （简体中文）Z Launcher中國大陸
- （繁體中文）Z Launcher台灣